# Tôm tít
Tôm tít, tôm tích, tôm thuyền, bề bề hay tôm búa (do một số loài có càng tiến hóa thành dạng chùy), là tên được dùng để gọi nhóm giáp xác biển thuộc bộ Tôm chân miệng (Stomatopoda). Chúng không phải tôm cũng chẳng phải bọ ngựa nhưng chúng có tên trong tiếng Anh là Mantis shrimp hay tôm bọ ngựa vì chúng giống cả hai, với cặp càng giống của bọ ngựa. Tôm tít có mặt rộng rãi tại những vùng biển ôn đới và nhiệt đới trên toàn cầu. Bộ Tôm chân miệng bao gồm khoảng trên 400 loài và tất cả chúng đều nằm trong phân bộ Giáp đơn (Unipeltata). Bộ này có nhiều họ, trong đó họ Squillidae là họ có nhiều loài được dùng làm thực phẩm tại Việt Nam.
Người Assyria cổ gọi tôm tít là châu chấu biển. Tại Úc, chúng có tên là "kẻ giết tôm" (Prawn killers) và ngư dân Âu Mỹ đặt cho chúng cái tên "kẻ xé ngón cái" (Thumb splitters) do chúng có thể kẹp rách da ngón tay nếu không thận trọng khi gỡ chúng khỏi lưới, có trường hợp hiếm hoi, tôm tít có thể làm vỡ kính bể nuôi cá cảnh với một cú đánh bằng đôi càng.
Tôm tít được nuôi làm vật cảnh trong bể cá cảnh nước mặn và việc nuôi cảnh này có thể đóng vai trò nhất định trong quá trình nghiên cứu đời sống còn nhiều bí ẩn của tôm tít. Tuy nhiên, nhiều người nuôi cảnh khác lại cho chúng là vật hại vì chúng có thể đục lỗ trong các bộ xương san hô chết và trốn trong đó; những mẩu san hô này thường được thu thập vì chúng rất hữu dụng trong các bể cá cảnh. Vì vậy, chuyện tôm tít còn sót trong mẩu san hô nhào ra tấn công các loài cá cảnh, tôm cảnh,... là chuyện thường xảy ra. Đồng thời chúng rất khó bắt khi đã nằm trong bể và có trường hợp tôm tít đã đập vỡ thành của các bể cá thủy tinh.

## Mô tả

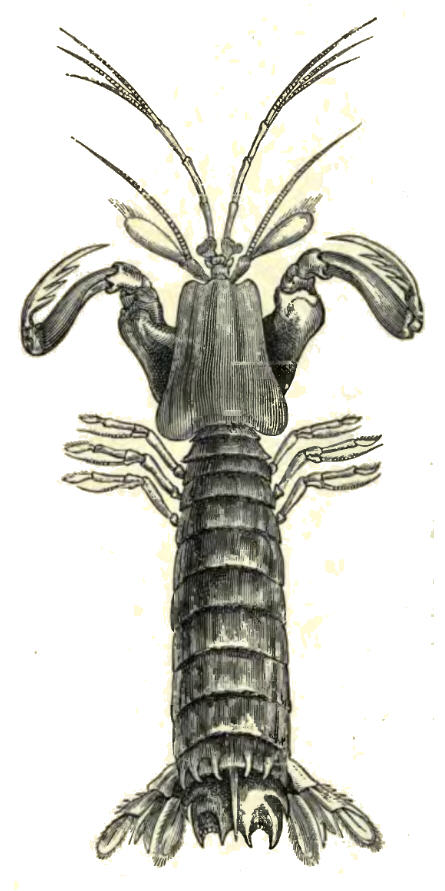
Một hình vẽ về tôm tít vào năm 1896

Tôm tít có thể dài tới 30 xentimét (12 in) và một số trường hợp đặc biệt thì con số này là 38 cm (15 in). Giáp đầu của tôm tít chỉ bao phủ phần sau đầu và 4 đốt đầu tiên của ngực. Màu sắc thân thay đổi tùy loài từ nâu, xanh lục, đen nhạt đến hồng, vàng nhạt; một số loài sống trong vùng biển nhiệt đới còn có màu sắc rực rỡ để được nuôi trong các bể cá. Tôm tít có 8 đôi chân, trong đó 5 đôi đầu có càng, sau đó là những đôi chân bơi. Mắt tôm tít có những cấu trúc đặc biệt, được xem là phức tạp nhất trong giới động vật. Mắt và đôi ăng ten đầu tiên được gắn nơi những đoạn di động riêng biệt tại đầu tôm. Mắt tôm tít giúp chúng phân biệt được những vật thể chung quanh như những rạng san hô, những con mồi, kể cả mồi có thân trong suốt.
Đa số các loài tôm tít sinh sống tại những vũng, hố cạn dọc các bờ biển thuộc vùng nhiệt đới và ôn đối (vùng Ấn Độ Dương sang Thái Bình Dương bao gồm khu vực giữa Phi châu qua đến Hawaii) tại những vùng triều giữa. Chúng sống vùi, ẩn nấp trong hang hay kẽ đá. Chúng chỉ chui ra khỏi nơi trú ẩn để tìm mồi và tùy loài có thể sinh hoạt ban ngày hoặc ban đêm. Tôm tít thuộc loại 'tôm dữ', ăn thịt sống, săn cá nhỏ, nhuyến thể và giáp xác nhỏ hơn. Chúng dùng đôi chân thứ nhì, to (thường gọi là càng) để bắt mồi. Mặc dù chúng là loài săn mồi phổ biến ở nhiều vùng nước nông nhiệt đới và cận nhiệt, giới khoa học chưa tìm hiểu được nhiều thông tin về tôm tít vì loài sinh vật này chủ yếu chỉ chui rúc trong các hang hốc chứ ít chịu ló mặt ra ngoài.

### Càng
Các loài tôm tít được phân thành 2 nhóm chính với tiêu chuẩn phân loại dựa theo kiểu càng của chúng:

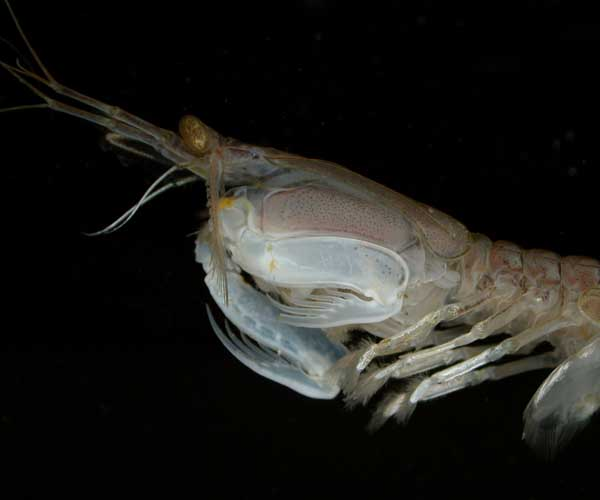
Squilla mantis với càng dạng giáo

- Tôm giáo (spearer) với càng có phần phụ rất nhọn và nhiều ngạnh, nhìn giống như càng của bọ ngựa, dùng để đâm và xé mồi.
- Tôm búa (smasher) với càng có dạng chùy và phần đầu nhọn của càng có cấu trúc thô sơ hơn (nhưng vẫn khá sắc nhọn và thường xuyên được dùng để tỉ thí với các con tôm khác). Cấu trúc càng phản ánh lối săn mồi của chúng: dùng chiếc chùy to và cứng để nện con mồi và đập vỡ thức ăn. Phần phía trong của đầu càng có thể có một bên lưỡi sắc nhọn và dùng để cắt đứt con mồi khi nó bơi.

Cả hai loại tôm đều có chiến thuật tấn công là bung càng ra thật nhanh và đập càng thật mạnh vào con mồi. Cú đập có thể gây ra thương tích nghiêm trọng cho con mồi, kể cả khi con mồi có kích thước lớn hơn tôm tít rất nhiều. Đối với tôm búa, càng của chúng được vung ra với tốc độ nhanh khủng khiếp với gia tốc lên đến 10.400 'g' (102.000 m/giây2 hay 335.000 ft/giây2) và vận tốc 23 m/giây từ khởi đầu bất động, bằng với gia tốc của một viên đạn 0,22 calibre. Vì vung càng quá nhanh, tôm búa có thể tạo ra những bong bóng khí nằm trong khoảng không gian giữa càng và bề mặt chúng đánh vào. Khi các bong bóng này vỡ ra, chúng tạo ra một lực đáng kể cộng thêm vào lực tác động 1500 Newton của càng vào con mồi, nói cách khác 1 lần vung càng của tôm búa tạo ra đến 2 cú đập cùng một lúc vào con mồi: một cú đập bởi càng và một cú đập bởi áp suất tạo ra do sự vỡ của các bong bóng khí. Cũng chính vì lý do này, dù tôm búa có đập hụt đi nữa thì áp suất do bong bóng khí gây ra đủ để làm choáng váng hoặc thậm chí giết chết con mồi.
Đồng thời, việc vỡ các bong bóng khí trên cũng tạo ra hiện tượng phát quang do âm thanh (Sonoluminescence). Điều này sẽ sản sinh một lượng rất nhỏ ánh sáng nhưng có nhiệt độ rất cao (có thể lên tới vài nghìn độ K) trong bong bóng khí - mặc dù các ánh sáng và nhiệt độ này chỉ tồn tại trong một thời gian cực ngắn và có mức độ rất yếu đến mức chỉ có thể được phát hiện bởi các thiết bị tối tân. Hiện tượng này có lẽ không có ảnh hưởng gì về sinh học tới con mồi mà chỉ là các tác dụng phụ của việc vung càng quá nhanh. Tôm pháo cũng sản sinh ra hiện tượng này theo cách tương tự.
Tôm búa sử dụng kỹ năng này để tấn công các con mồi có vỏ cứng như ốc, cua, sò, hàu; chiếc càng dạng chùy của chúng đủ khỏe để phá vỡ lớp vỏ cứng của chúng. Trong khi đó tôm giáo thì ưa các loại mồi mềm hơn như cá vì chiếc càng sắc nhọn và nhiều gai của chúng cỏ thể dễ dàng đâm và xé toạc những con mồi loại này.

### Mắt và thị giác

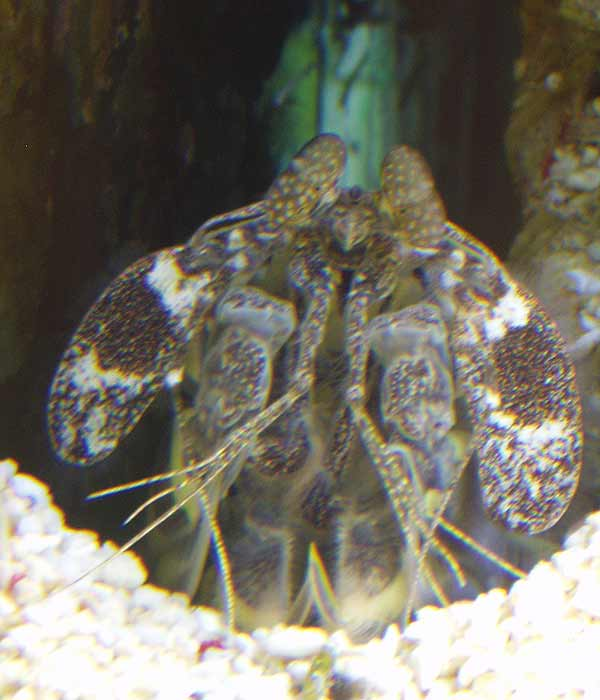
Loài tôm tít Lysiosquillina maculata với đôi mắt có cuống dài

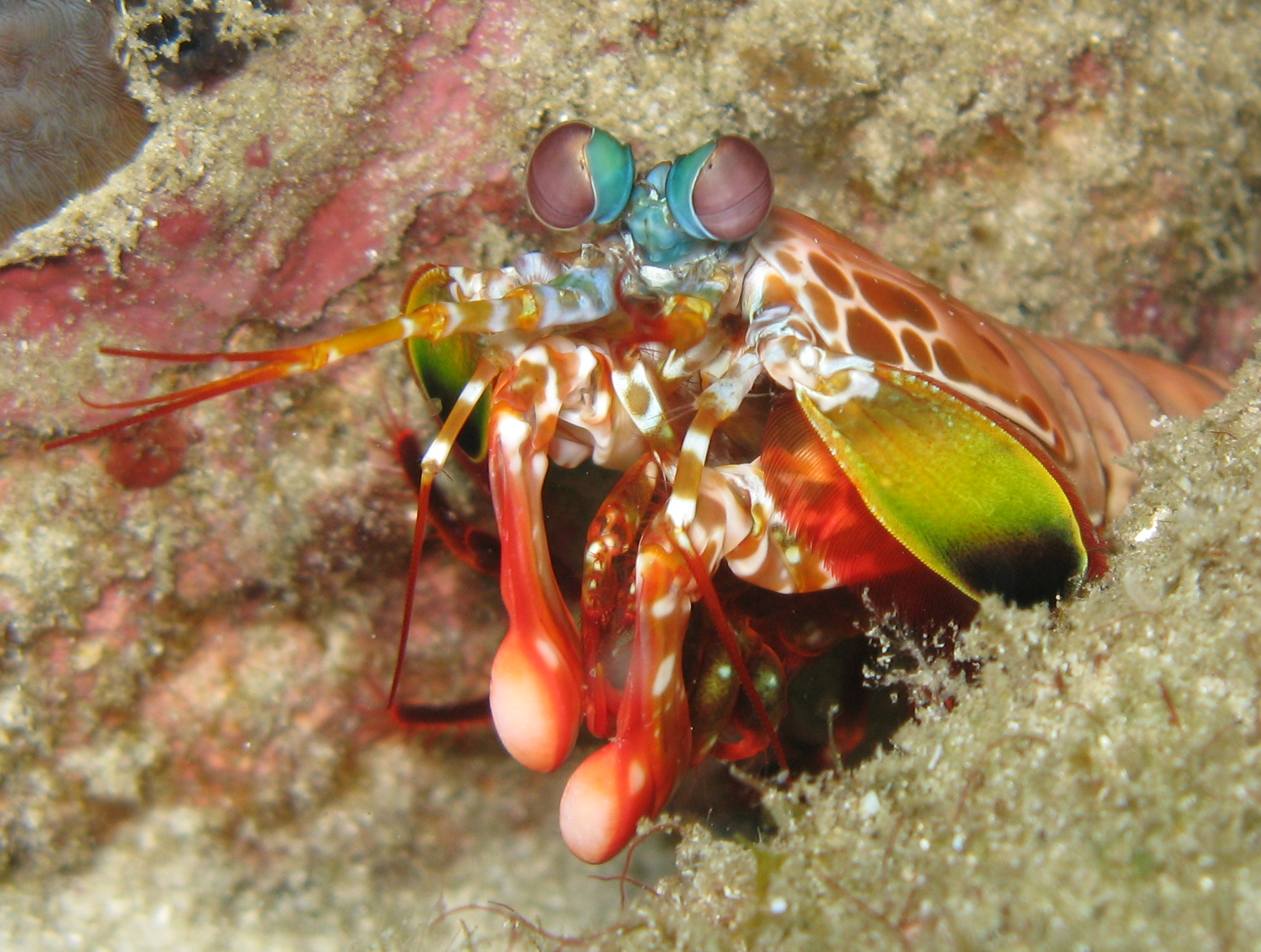
Loài tôm tít công (Odontodactylus scyllarus) ở biển Andaman ngoài khơi Thái Lan

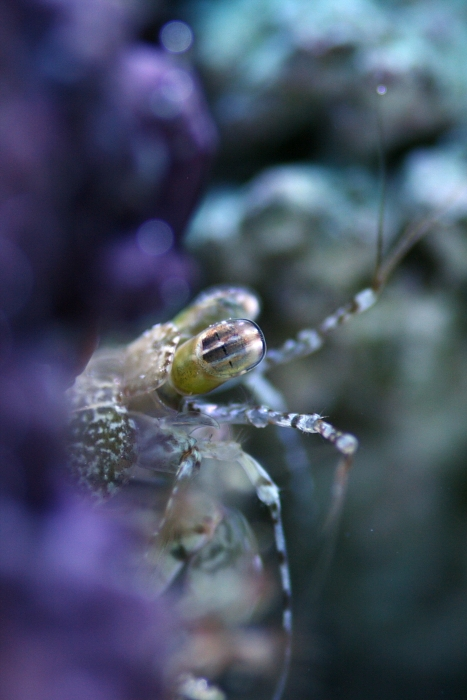
Mắt được chia làm 3 phần của loài Pseudosquilla ciliata

Mắt của tôm tít là mắt kép, trong đó đáng chú ý là 6 hàng mắt con ở khu vực "đường giữa". 4 hàng mắt mang 16 loại thụ thể ánh sáng khác nhau với 12 loại thụ thể nhằm nhận diện màu sắc và bốn loại đảm nhận nhiệm vụ của bộ lọc màu. Thị giác của tôm tít rất tốt, chúng có thể nhìn thấy ánh sáng phân cực và có được thị giác màu sắc siêu phổ. Mắt kép của chúng nằm trên các cuống dài và mỗi cuống mắt có khả năng vận động độc lập với cuống còn lại. Chúng được đánh giá là mắt kép phức tạp nhất trong toàn bộ giới Động vật. Tôm tít có năng phân tích theo chuỗi và phân tích song song các kích thích về thị giác.
Mỗi mắt kép cấu thành từ khoảng 1 vạn mắt con được ghép vào nhau. Mỗi mắt kép bao hàm hai bán cầu phẳng tách biệt nhau bởi 6 hàng mắt con chuyên hóa, 6 hàng này được gọi là "đường giữa" (midband) chia mắt ra làm 3 vùng. Kết cấu này giúp tôm tít có thể nhìn thấy các sự vật bằng 3 phần khác nhau của cùng 1 mắt. Nói cách khác, mỗi mắt kép có thể tập trung chú mục vào một vật thể với không gian 3 chiều khác nhau (trinocular vision) và có khả năng nhận thức bề sâu. Bán cầu trên và dưới của mắt chủ yếu được dùng trong việc nhận diện hình dạng và chuyển động (chứ không phải màu sắc) giống như nhiều loài giáp xác khác.
Hàng 1-4 của đường giữa có vai trò chuyên nhận diện màu sắc, từ các tia sáng có bước sóng thuộc vùng tử ngoại đến các tia sáng màu có bước sóng lớn hơn; tuy nhiên hiện chúng vẫn được cho rằng không có khả năng nhận biết tia hồng ngoại. Các nhân tố thị giác ở ba hàng này có tám loại sắc tố thị giác và thể que được chia làm 3 lớp sắc tố, mỗi lớp nhận diện những tia sáng có bước sóng khác nhau. 3 lớp ở hàng 2 và 3 được phân tách bởi các bộ lọc màu (hay bộ lọc trong thể que) có thể chia thành bốn loại khác nhau, mỗi hàng hai loại. Kết cấu của nó giống như một chiếc bánh kẹp nhiều tầng, với tổng cộng 2 bộ lọc màu (thuộc hai loại khác nhau) là "nhân", kẹp bởi 3 lớp "vỏ bánh" là lớp sắc tố. Hàng 5 và 6 cũng có nhiều lớp, nhưng chỉ có 1 lớp sắc tố thị giác (loại thứ 9) và có đảm nhận vai trò trong mảng thị lực phân cực hóa. Chúng có thể nhận diện nhiều mặt phẳng khác nhau của ánh sáng phân cực. Loại sắc tố thị giác thứ 10 tọa lạc ở 2 bán cầu mắt nằm 2 bên đường giữa.
Đường giữa chỉ bao phủ một phần rất nhỏ của mắt, vào khoảng 5-10 độ của góc nhìn. Tuy nhiên, giống như các loài giáp xác khác, mỗi mắt của tôm tít được gắn trên một cuống dài, có thể vận động độc lập với mắt kia và có thể xoay sang bất kỳ hướng nào (lên tới ít nhất 70 độ) bởi 8 cơ cầu mắt chia làm 6 nhóm chức năng. Bằng việc sử dụng các cơ này để xoay đảo mắt, tôm tít có thể di chuyển đường giữa sang nhiều hướng khác nhau và "quét" hết các cảnh vật xung quanh, giúp tôm nhận biết được thêm nhiều thông tin về hình dạng, diện mạo và khung cảnh mà hai phần bán cầu mắt còn lại không thể nhận diện được. Tôm tít cũng có thể theo dõi được các vật thể chuyển động nhanh bằng việc dao động mắt thật nhanh theo quỹ đạo lớn khi hai mắt cử động độc lập với nhau. Nói chung, ở đây, qua việc tận dụng nhiều kỹ năng khác nhau, bao gồm cả những cử động liếc mắt nhanh, trên thực tế đường giữa của mắt tôm tít có thể quét qua một vùng không gian rất rộng lớn.
Một số loài tôm tít có ít nhất 16 loại quang thụ thể khác nhau chia làm 4 nhóm (độ nhạy phổ của chúng sau đó sẽ được điều chỉnh thêm một bước nhờ các bộ lọc màu ở võng mạc) với 12 trong số đó có vai trò trong việc phân tích màu sắc ở các bước sóng khác nhau (trong đó có bốn loại chuyên dùng để nhận biết ánh sáng tử ngoại) và bốn loại còn lại có vai tròng trong việc phân tích ánh sáng phân cực. Kết cấu này khá là phức tạp so với con người khi loài người chỉ có bốn loại sắc tố thị giác và 3 trong số đó có chức năng nhận diện màu sắc. Thông tin về thị giác rời võng mạc của tôm tít sẽ được truyền đi theo nhiều dòng dữ liệu song song dẫn tới hệ thận kinh trung ương, điều này sẽ giảm đáng kể yêu cầu về phân tích ở cấp độ cao hơn.
Ít nhất hai loài tôm tít được ghi nhận là có khả năng nhận biết ánh sáng phân cực tròn và trong một số trường hợp, bản phần tư sóng sinh học của chúng hoạt động đông đều hơn trong toàn bộ phổ thị lực so với bất cứ dụng cụ thị giác phân cực nào mà con người chế tạo hiện nay. The application of which it is speculated có thể được ứng dụng vào việc chế tạo một phương tiện truyền thông thị giác hoạt động tốt hơn cả thế hệ hiện tại của công nghệ đĩa Blu-ray.
Loài tôm tít Gonodactylus smithii là loài sinh vật duy nhất được biết đến có khả năng nhận biết đồng thời 4 thành tố phân cực tuyến tính và 2 thành tố phân cực tròn của thông số Stokes, điều này khiến nó có được sự miêu tả đầy đủ về phân cực. Vì vậy, loài tôm tít này được tin là có thị lực phân cực thuộc loại tối ưu.

#### Nguyên do của thị giác phát triển cao ở tôm tít
Thị giác cực tốt tôm tít giúp chúng có thể nhận diện và phân biệt được nhiều loại san hô cũng như nhiều loại mồi khác nhau (vốn thường trong suốt hay trong mờ) cũng như nhận diện được các loài săn mồi có hại cho chúng như cá nhồng, vốn có vảy phát ra ánh sáng mờ mờ ảo ảo. Đồng thời, động tác vung càng tấn công cực nhanh của tôm tít đòi hỏi việc xác định khoảng cách phải cực kì chính xác và vì vậy, đòi hỏi về sự phát triển cao của khả năng nhận thức bề sâu.
Đồng thời, có một điều đáng chú ý là những loài có thị giác phát triển cao cũng thường là những loài có cơ thể mang màu sắc sặc sỡ, điều này cho thấy xu hướng tiến hóa của thị giác màu sắc giống như là ở loài công.
Trong quá trình tìm kiếm bạn tình, tôm tít phát quang rất mạnh mẽ và bước sóng của các tia sáng do chúng phát ra phù hợp với dải phổ mà mắt chúng nhận biết được. Tôm cái chỉ có thể sinh sản trong một số giai đoạn nào đó của chu kì nước triều và khả năng nhận biết được pha mặt trăng giúp tôm tít có thể giao phối vào đúng thời điểm. Khả năng này cũng giúp tôm tít nhận biết được thông tin về quy mô và kích thước của nước triều, một điều cực kì quan trọng đối với các loài sinh vật sống ở bờ biển.

## Hành vi
Tôm tít có tuổi thọ rất cao và thể hiện nhiều hành vi phức tạp, tỉ như các cuộc tỉ thí để giành bạn tình hay phân định thứ cấp. Một số loài sử dụng các chất phát quang trên cơ thể để ra hiệu cho đồng loại hay với các loài khác, mở rộng thêm quy mô của các tín hiệu hành vi. Chúng có thể học tốt, nhớ lâu và có thể nhận mặt những cá thể xung quanh mà chúng thường tiếp xúc. Phương pháp nhận diện dựa trên các dấu hiệu hình ảnh cũng như bởi mùi. Nhiều loài đã phát triển các hành vi xã hội phức tạp nhằm bảo vệ lãnh thổ của chúng trước các kẻ thù.
Trong suốt cuộc đời, tôm tít có thể có đến 20-30 mùa sinh sản. Tùy theo loài mà trứng có thể được chôn dưới đất hay được con cái mang dưới bụng cho đến khi trứng nở. Và cũng tùy theo loài mà con đực và con cái có thể chỉ gặp nhau để giao phối rồi hết, hoặc chúng có thể có quan hệ một vợ một chồng trong thời gian dài.
Trong những loài tôm tít "chung thủy", thời gian "kết hôn" có thể lên tới 20 năm. Cặp vợ chồng sống chung trong một hang và có thể giúp đỡ nhau trong công việc. Cả vợ lẫn chồng đều tham gia vào việc chăm sóc trứng. Trong chi Pullosquilla và một số loài thuộc chi Nannosquilla, con cái sẽ đẻ hai ổ trứng, một ổ để cho chồng chăm và một ổ thì vợ lo. Trong một số loài khác, con cái lo việc chăm trứng còn con đực thì kiếm ăn cho cả gia đình. Sau khi trứng nở, giai đoạn ấu trùng dạng phiêu sinh vật của tôm con có thể kéo dài tới 3 tháng.
Mặc dù phần nhiều tôm tít thường có lối di chuyển giống như ở tôm thật sự và tôm hùm, loài tôm tít Nannosquilla decemspinosa được ghi nhận là có khả năng búng người theo một chuyển động vòng tròn thô sơ. Chúng sống ở các vùng nước nông và có nền đất cát. Vào lúc triều thấp, N. decemspinosa đối diện với nguy cơ bị mắc cạn do những chân sau ngắn của chúng không đủ khỏe để di chuyển cơ thể trong môi trường cạn không được nước nâng đỡ. Lúc này, tôm tít sẽ búng người về phía trước để lăn mình vào khu vực còn ngập nước. Theo các quan sát, N. decemspinosa thường lăn tròn liên tục nhiều lần suốt một quãng đường dài 2 mét (6,6 ft), tuy nhiên các cá thể thí nghiệm thường chỉ lăn ít hơn 1 m (3,3 ft).

## Trong ẩm thực

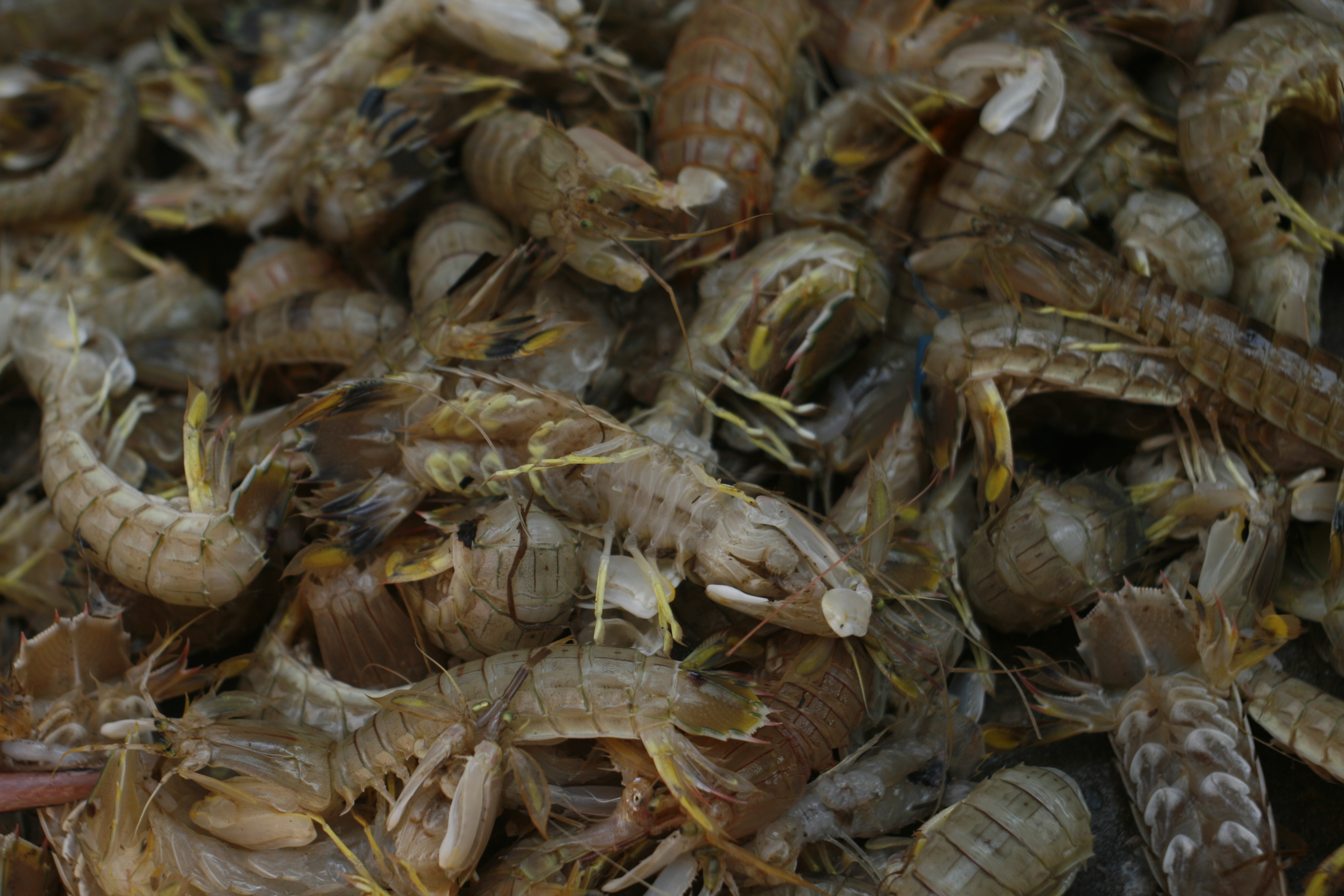
Một mớ tôm tít tại Hậu Lộc, Thanh Hóa, Việt Nam.

Trong ẩm thực Nhật Bản, tôm tít được luộc và dùng trong các món sushi và đôi khi được ăn sống như sashimi. Chúng được người Nhật gọi là "tôm dế" (蝦蛄, shako), cách gọi này có lẽ là do hình dạng của nó cũng có những điểm gần giống con dế trũi.
Tôm tít có mặt với số lượng phong phú ở vùng duyên hải Việt Nam. Trong ẩm thực Việt Nam, tôm tít có thể được hấp (cùng với sả, hấp cách thủy pha với bia), luộc, nướng hay phơi khô và thường được dùng với muối tiêu, nước mắm me hay thì là.

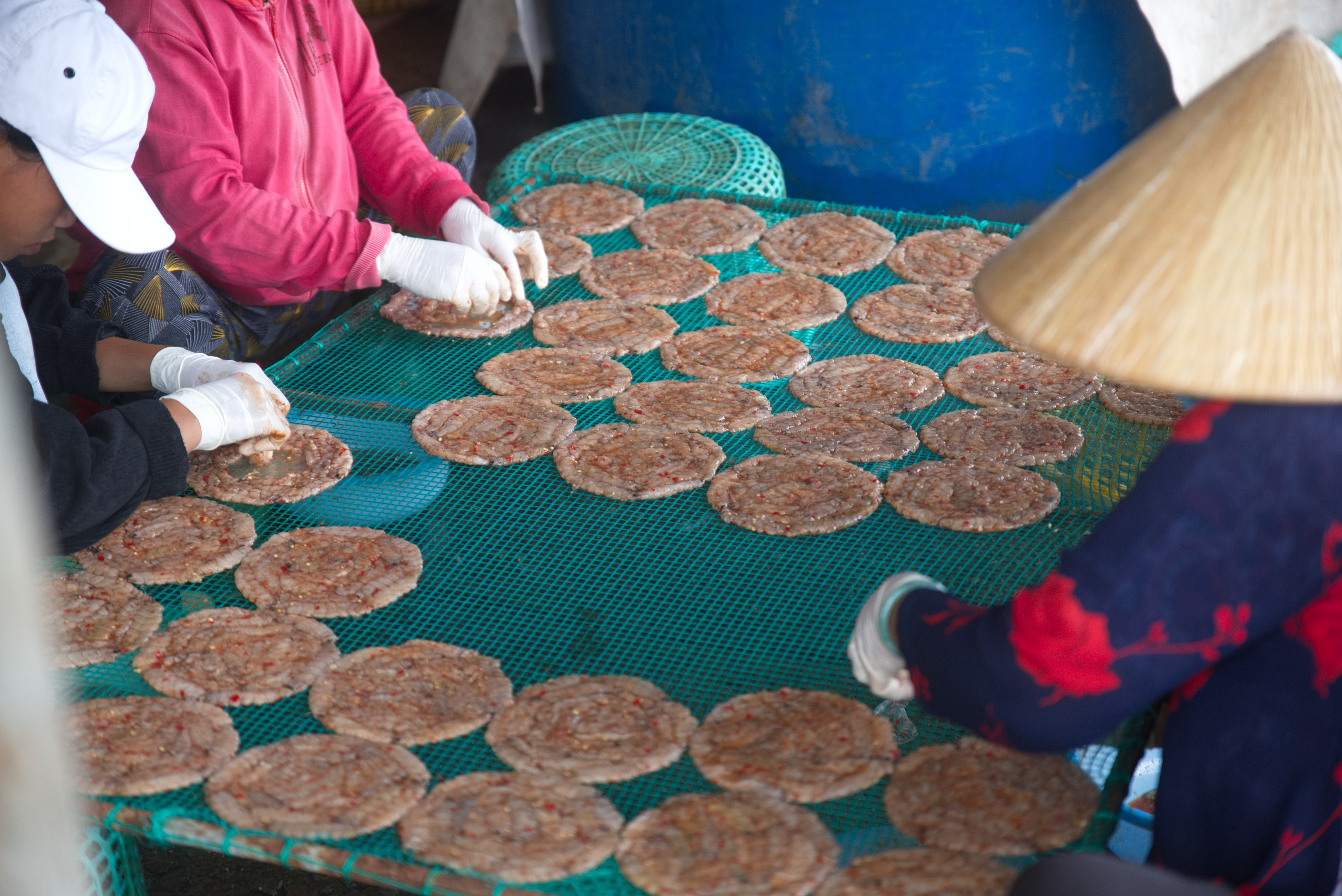
Chế biến bánh khô tôm tít ở Gò Công, Tiền Giang, Việt Nam.

Trong ẩm thực Trung Quốc, tôm tít được chế biến trong một món gọi là (攋尿蝦, tiếng Quan Thoại pinyin: lài niào xiā, tiếng Quảng Đông: laaih liu hā) vì tôm tít thường hay bắn một tia nước ra ngoài khi bốc lên khỏi nước. Sau khi nấu, thịt tôm tít ăn có vị như tôm hùm hơn là tôm bình thường. Giống như tôm hùm, vỏ tôm tít rất cứng và cần dùng nhiều lực để bẻ gãy. Thông thường chúng được rán ngập trong chảo với tỏi và tiêu cay.
Trong vùng Địa Trung Hải, loài tôm tít Squilla mantis là một món hải sản thông dụng, nhất là ở vùng duyên hải Adriatic (canocchia) và vịnh Cádiz (galera).
Ở Philippines, người dân gọi tôm tít là tatampal, hipong-dapa, alupihang-dagat và chế biến nó như tôm bình thường.
Những quan ngại thông thường về việc tiêu thụ hải sản là vấn đề đối với tôm tít vì chúng có thể sinh sống trong các vùng nước ô nhiễm. Điều này đặc biệt đúng ở Hawaii, nhất là Đại Kênh đào Ala Wai ở Waikiki khi một số cá thể tôm tít có kích thước lớn bất thường.